# Dragoman-Gletscher
Der Dragoman-Gletscher (bulgarisch ледник Драгоман lednik Dragoman) ist ein 2,6 km langer Gletscher auf Smith Island im Archipel der Südlichen Shetlandinseln. Von den Südosthängen der Imeon Range fließt er südöstlich des Zavet Saddle und südlich des Mount Foster in südöstlicher Richtung zur Ivan Asen Cove an der Bransfieldstraße.
Bulgarische Wissenschaftler kartierten ihn 2008. Die bulgarische Kommission für Antarktische Geographische Namen benannte ihn im selben Jahr nach der Stadt Dragoman im Westen Bulgariens.